# Zebra Technologies
Zebra Technologies International, LLC es fabricante de impresoras de etiquetas de código de barras, impresoras/codificadoras de etiquetas RFID e impresoras de tarjetas. La empresa tiene la base situada en Vernon Hills, Illinois, Estados Unidos de América. 
Zebra vende sus productos en más de 100 países alrededor del mundo y sus impresoras son usadas por el 90 por ciento de las compañías de "Fortune 500". La comercialización de los productos Zebra se realiza a través de distribuidores autorizados como Barcode Site en España, Francia y Bélgica.

## Historia
Zebra fue fundada en el año 1969 como «Data Specialties Incorporated» un fabricante de productos electromecánicos. La compañía cambió su foco de negocio, hacia el de impresión de etiquetas con información variable en 1982 y en 1986 adoptó el nombre de Zebra Technologies Corporation. En los últimos años Zebra se ha convertido en una empresa de identificación de procesos, personas y bienes. Si bien su foco principal sigue siendo las impresoras de etiquetas, cuenta con impresoras de tarjetas, sistemas de RTLS (Real Time Location System) y RFID activo. En 1991 comenzó a cotizar en la bolsa de valores de NASDAQ bajo el símbolo ZBRA, convirtiéndose en una empresa pública. 
Con ventas anuales de 976 millones de dólares americanos (datos de 2008), Zebra también fábrica y distribuye productos de consumo, tales como etiquetas y cintas de impresión, para sus impresoras con fábricas en Wisconsin, Rhode Island, California, High Wycombe y Preston, Inglaterra.

## Modelos de impresoras de Código de barras

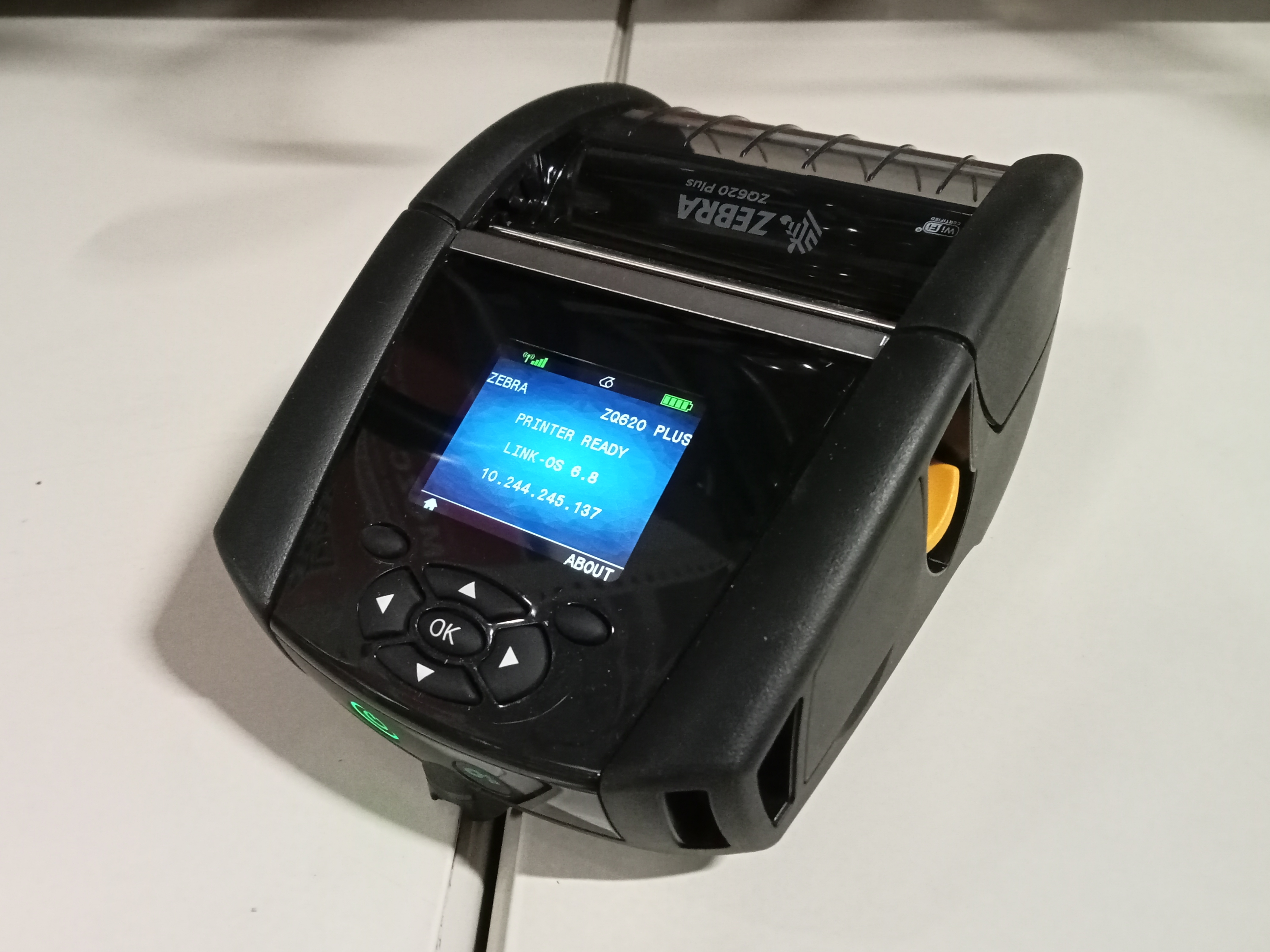
La impresora térmica ZQ620 Plus.

Altas prestaciones
- Familia Xi4
  - 110Xi4
  - 140Xi4
  - 170Xi4
  - 220X4

Industrial
- 105SL+
- ZT410
- ZT420

Comercial
- ZT230 / ZT220

Impresoras de Escritorio
- GC/GC240t
- LP/TLP2824
- GK/GX420d
- GK/GX420t
- GX430t
- HC100

Impresoras Móviles
- Familia RW
- Familia QL PLus,
- Familia MZ
- Familia ZQ

Impresoras RFID
- R110Xi(HF y UHF)/R170Xi
- RZ400
- R2844-Z

Impresoras de tarjetas de identificación
- ZC10L
- ZXP
- ZC300
- ZC100

## Adquisiciones
- Swecoin
- Wherenet
- Navis
- Proveo
- Multispectrum Solutions
- Motorola Solutions.